# 地粉 (食品)
地粉（じごな）は、地元で収穫された原料を元に、地元で製粉して作られた穀粉（小麦粉や蕎麦粉など）を指す俗語、またはいわゆるノーブランドの商品名。狭義には小麦粉のみを指し、その多くは「うどん粉」と呼ばれる中力粉である。
全国乾麺協同組合連合会が定めるガイドラインでは「全量が日本国内産の小麦粉およびそば粉で、かつ、当該地で製粉したもの」としている。
多くは零細企業や個人、もしくは農協などによって、地場での消費を目的に供給される。近年は都市住民であっても、農村で盛んになった農産物直売所や、インターネットの通信販売などで入手できるようになった。また、群馬県産の小麦は生産量の内３割が首都圏で販売されており、その加工品に「地粉使用」などの表示が行われていることがある。
各地の郷土料理に使われることがある。
「大企業の製品に比して加工の均一性では劣り、また品種によっては必ずしも加工最適種でないこともある。」
「消費者のなかには品質のばらつきを個性と感じる者や、新米同様に新蕎麦等の旬を求める者もおり、地粉と記された商品を選ぶ購買層もある。」
研究や調査においては輸入小麦に対して国内で多く生産されている農林61号を地粉とする場合がある。農林61号は独特の風味があるため製粉業者や製麺業者からの一定の需要がある。また常温保存においてはグルテン減少量が多く、天ぷらなどのグルテンを必要としない調理や加工に向いている。